# 短葉絲蘭
短葉絲蘭，又名約書亞樹，為天門冬科絲蘭屬下的一個物種，屬單子葉樹木，分布於美國西南部乾燥地區，包括加州、亞利桑那州、猶他州、內華達州至西北墨西哥（下加利福尼亞、南下加利福尼亞州、錫那羅亞與索諾拉沙漠），主要生長於莫哈韋沙漠約書亞樹國家公園海拔介於400、1,800米（1,300、5,900英尺）之間的空曠草原（女王山谷與失馬山谷）。其他主要分布地區包括莫哈維縣的金曼；及連接威肯勃格與威基阿普93號美國國道沿路，也因此該條公路被指定為是亞利桑那州的約書亞樹大道。除此之外，曾有一片茂密的短葉絲蘭樹林坐落於莫哈維自然保護區的西瑪火山場，但該處已於2020年8月的一場大火中焚毀。

## 分類學
短葉絲蘭於西班牙語中被稱為「izote de desierto」，意思為「沙漠之匕首」，最早在1871年由喬治·恩格曼於西經100度線地質探勘（或稱「惠勒勘測」）時發現並進行命名發表。
短葉絲蘭的別名約書亞樹最早是由19世紀中期的一群摩爾門教徒移民於跨越莫哈韋沙漠所命名，這種樹扮演了在沙漠中指引他們的角色，且它們的獨特外型就如同約書亞伸直的手臂，引領著他們前往上帝耶和華的應許之地迦南(Joshua 8:18–26)；此外，蓬亂的的葉子外型也與鬍鬚相似。然而，並無直接或間接的證明能證實這樣的命名起源，唯一的證據就是在摩爾門教徒到來之後，才有了約書亞樹這樣的別稱出現。另外，短葉絲蘭的外型比起約書亞，更像是《出埃及記》中身處利非訂時的摩西。
與摩爾門教徒移民同時來到此地的牧場主與礦工會利用短葉絲蘭的枝幹做成圍欄或蒸汽引擎的替代燃料，他們稱倒下的短葉絲蘭為特維斯（tevis）樹樁。
除了種名亞種Y. b. subsp. brevifolia外，也包含了其他兩個亞種：Y. b. subsp. herbertii（赫伯特短葉絲蘭）及Y. b. subsp. jaegeriana（耶格爾短葉絲蘭），不過它們有時也被視為是變種或變型。或是如短葉絲蘭的亞種Y. b. subsp. jaegeriana，有時被視為是獨立種。

## 描述
短葉絲蘭為快速生長的沙漠物種，新生的幼苗於前十年每年能成長7.6 cm（3.0英寸），而在這之後每年生長約3.8 cm（1.5英寸）。樹幹由上千的小纖維所組成，缺乏年輪，這讓它們的樹齡難以被判定。具有深而發達的根系，深度可達11米（36英尺）。如果能撐過沙漠的嚴酷環境，短葉絲蘭的壽命可達數百年，甚至一千年。樹高可達15米（49英尺）。新植株可透過種子繁殖，或是透過母株的地下根莖重新長出新植株。
常綠葉呈暗綠色，基部寬度7至15 mm（0.28至0.59英寸），為細長的刺刀狀，長度約15至35 cm（5.9至13.8英寸）。葉片排列呈螺旋狀排列叢生於莖部頂端，葉緣為白色並具有鋸齒。

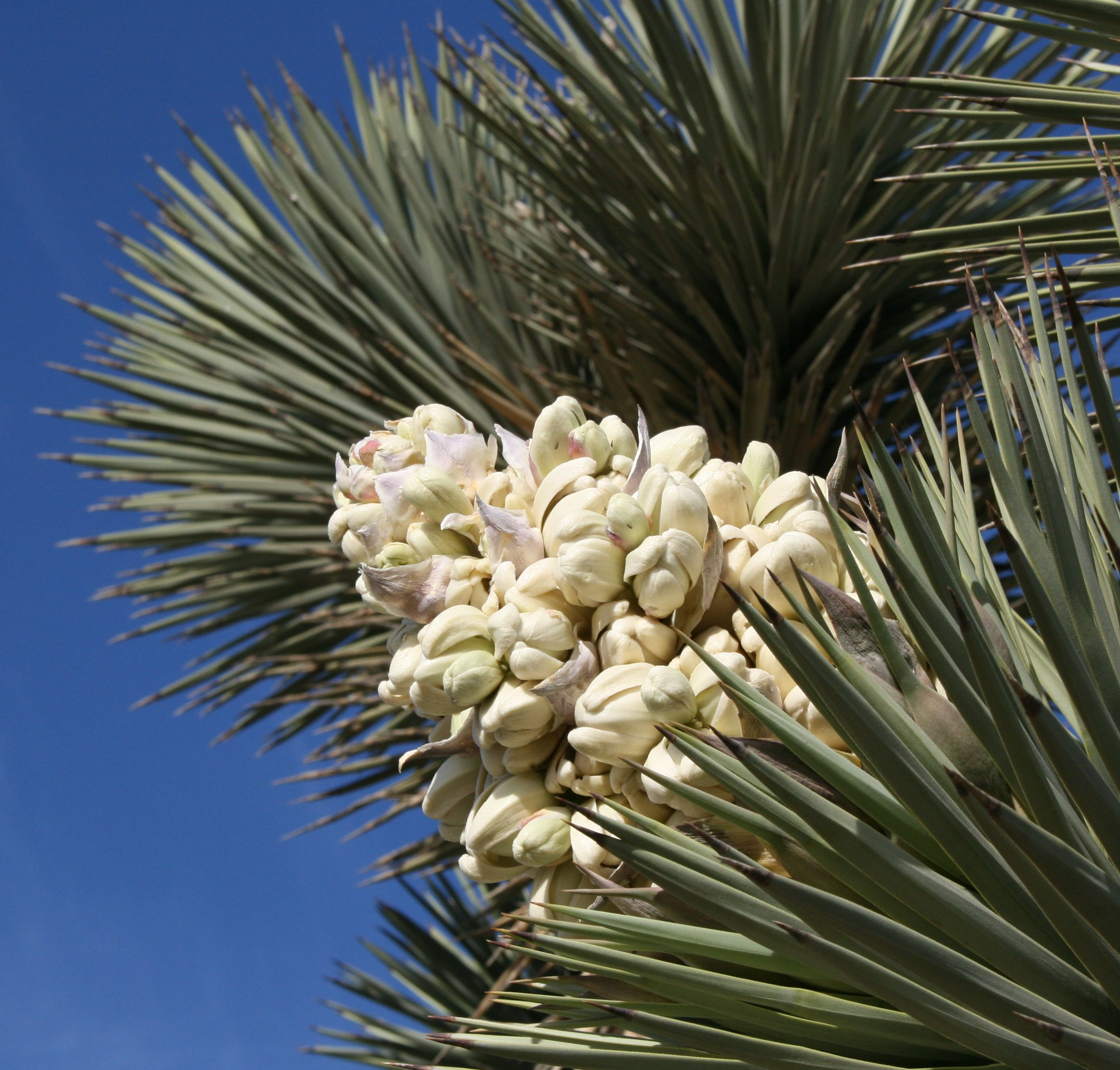
以圓錐花序綻放的花朵

花期為每年的二月至四月底，為圓錐花序，花序高30至55 cm（12至22英寸）、直徑30至38 cm（12至15英寸）, 單一花朵長4至7 cm（1.6至2.8英寸），具有六枚奶油白至綠色矛形的花被片。雌蕊長3 cm（1.2英寸），柱頭腔被裂瓣所圍繞。半肉質的果實為棕綠色，呈橢圓形，內有許多扁平的種子。短葉絲蘭多半只有在開花之後才會開始分枝（或是當其生長點被象鼻蟲啃食破壞時）。它們並不會每年開花，而是和其他沙漠植物一樣，必須有合適的降雨情況為前提，並且必須先經歷過寒冬的低溫刺激。
當它們開花時，花朵會吸引絲蘭蛾（Tegeticula synthetica）前來授粉，牠們在將卵產在花朵內的同時也會沾上花粉。絲蘭蛾的幼體主要以種子為食，但短葉絲蘭仍能保有足夠數量的種子進行繁殖。此外，短葉絲蘭也會提早使上面沾有過多蛾卵的花或果實脫落。

## 棲息與分佈地

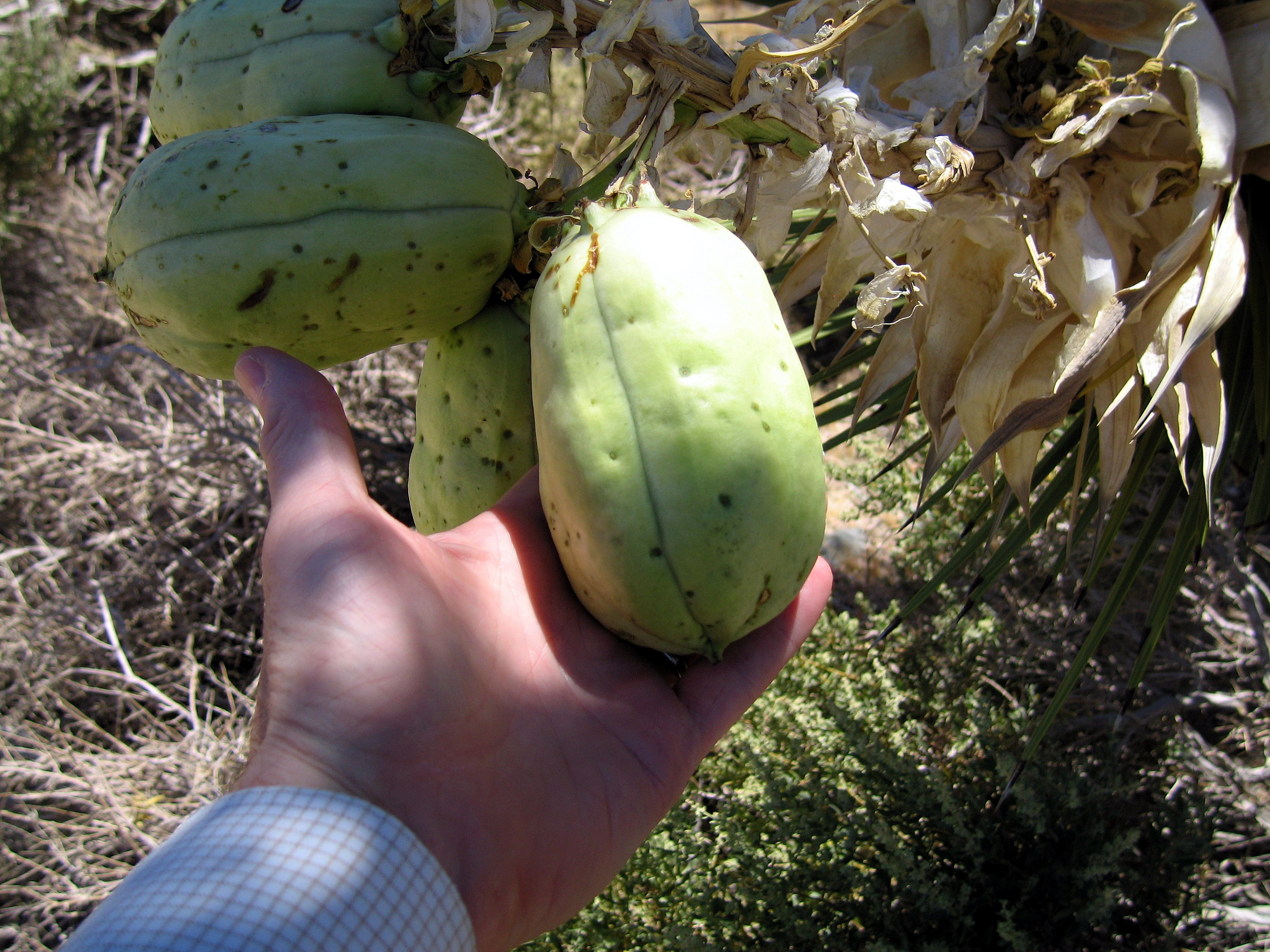
果實

短葉絲蘭主要分布於美國西南部乾燥地區，包括加州、亞利桑那州、猶他州、內華達州至西北墨西哥（下加利福尼亞、南下加利福尼亞州、錫那羅亞與索諾拉沙漠），約與莫哈韋沙漠地理位置範圍相同，被視為是該沙漠的生物指標，主要分布海拔介於400、1,800米（1,300、5,900英尺）之間。

### 保育現況
短葉絲蘭被認為是會受到氣候變遷影響而改變分布範圍的物種之一，並在之後可能會完全於約書亞樹國家公園中消失，且於21世紀結束前現有分佈範圍內的短葉絲蘭植株數量將減少90%，進而從根本上改變國家公園的生態系。此外，於13,000年前滅絕的沙斯塔地懶糞便化石中曾發現短葉絲蘭的葉片、果實與種子，推測短葉絲蘭和酪梨一樣，均是主要仰賴地懶來散播種子；在地懶滅絕後，短葉絲蘭被認為不再具有遷移至合適氣候的能力。

## 人為種植與運用
原分布於較東部較小型的短葉絲蘭變型被挑選作為園藝品種，它們的高度僅能達2.5米（8英尺2英寸），約於高1米（3英尺3英寸）時分枝。
北撲翅鴷會在短葉絲蘭的枝幹中築巢，巢穴廢棄後也會被其他鳥類所使用。
生活於美國一南部的原住民卡惠拉族將短葉絲蘭視為是珍貴的資源，並稱其為「hunuvat chiy'a」或「humwichawa」。他們的祖先會使用短葉絲蘭的葉片來編織涼鞋與籃簍，並食用其種子與花芽，紅色的根則是用作染料。短葉絲蘭的根含有皂素醣苷。

## 延伸閱讀
- Cornett, J. W. . Palm Springs, California: Natural Trails Press. 1999.

## 外部連結
- Cal Flora Database: Yucca brevifolia (Joshua tree) （页面存档备份，存于）
- Jepson Manual Treatment: Yucca brevifolia （页面存档备份，存于）
- http://www.efloras.org/florataxon.aspx?flora_id=1&taxon_id=220014441 （页面存档备份，存于）
- eFloras.org: Range Map （页面存档备份，存于）
- Joshua Tree National Park website （页面存档备份，存于）